# Servio Sulpicio Galba (cónsul 108 a. C.)
Servio Sulpicio Galba (en latín, Servius Sulpicius Ser. f. Ser. n. Galba) fue un político y militar romano del siglo I a. C. perteneciente a la gens Sulpicia.

## Familia
Galba fue miembro de los Sulpicios Galbas, una familia patricia de la gens Sulpicia. Fue hijo de Servio Sulpicio Galba y hermano de Cayo Sulpicio Galba.

## Carrera pública
Aparece mencionado por primera vez en Hispania como sucesor del gobernador Calpurnio Pisón.
A su vuelta a Roma, se presentó al consulado para el año 108 a. C. y salió elegido junto a Hortensio, quien luego, por razones desconocidas, sería sustituido en el cargo por Marco Aurelio Escauro.
Cuando en 100 a. C. el tribuno de la plebe Lucio Apuleyo Saturnino intentó dar un golpe de Estado, se opuso combatiendo contra él bajo las órdenes de Cayo Mario.